# Eualus leptognathus
Eualus leptognathus — вид настоящих креветок из семейства Thoridae. Морское ракообразное. В ископаемом виде неизвестно.
Рострум длиннее карапакса, сжат с боков, вершина направлена вверх; дорсальный край с 3-6 зубцами на проксимальной половине, а дистальная половина вентрального края вооружена 2-5 зубцами перед самым передним зубцом на дорсальном крае. Шипы усиков остроконечные, расположены под тупым подглазничным углом, а крыловидный шип небольшой, но чёткий.
Плевра четвёртого сомита сзади невооружённая, но плевра пятого с небольшим постеровентральным зубцом. Тельсон примерно в 1,3 раза длиннее шестого брюшного сомита, с 4 или 5 парами дорсальных шипов; задний край тельсона заканчивается небольшим острым зубцом с 2 парами шипов и одной мезиальной парой жёстких щетинковидных щетинок.
Глаз довольно большой; стебелек длиннее области с фасетками.
Стилоцерит острый, достигает дистального края антеннулярной ножки; 3 членика антеннулярной ножки несут каждый отчётливый шиповидный дистальный зубец. Усиковая чешуйка широкая, в 5 раз длиннее своей ширины, слегка заходит за вершину рострума; боковой край прямой, дистолатеральный зубец не доходит до закруглённого дистального края лопасти. Третий максиллипед с экзоподитом и эпиподитом, достигает дистального края антеннулярной чешуйки.
Первый-третий переоподы с ремневидными, крючковидными на концах эпиподитами.
Первый переопод толстый и короткий, достигает дистального края антеннулярной ножки. Второй переопод тонкий, достигает или заходит за дистальный край усиковой чешуйки. Двуноготковый дактилус третьего переопода вооружён 6 или 7 дополнительными шипами по всей длине сгибательного края; мерус с 4-7 выступающими латеральными шипами дистально. Мерус четвёртого переопода с 4 или 5 латеральными шипами дистально; пятый переопод достигает дистального кончика стилоцерита, мерус с 3 или 4 дистолатеральными шипами.
Внутренний отросток самки расширен в дистальной части, несущей множество крючков; мужской отросток самца большой и короткий, составляет 1/3 длины внутреннего отростка с усеченным кончиком, несущим одиннадцать длинных волосков.
Тело обычно полупрозрачное с небольшими коричневыми пятнами; яйца коричнево-зелёные.
Обитает в водах Тихого океана в морях у северного побережья Китая и в Японское море. Встречается на мелководьях среди водорослей, любит сидеть на различным объектах.